# Frog Detective
Frog Detective est une série de jeux vidéo indépendants d’aventure humoristiques, créés par la conceptrice de jeu australienne Grace Bruxner à partir de 2018. Le premier épisode, The Haunted Island, est sorti le 23 novembre 2018; une seconde aventure, The Case of the Invisible Wizard sort le 9 décembre 2019; le troisième opus, Corruption at Cowboy County, est publié le 26 octobre 2022. Un recueil de la trilogie, The Entire Mystery, parait en novembre 2023.

## Synopsis
La série met en scène le personnage titre, une grenouille anthropomorphique exerçant le métier de détective. Chaque épisode propose une enquête différente.

## Ludographie
1. The Haunted Island, paru le 23 novembre 2018
2. The Case of the Invisible Wizard, 9 décembre 2019
3. Corruption at Cowboy County, 26 octobre 2022

- The Entire Mystery (recueil), 26 novembre 2023

## Développement
Grace Bruxner prend soin de la conception, de l’écriture, et des graphismes de la série. Les jeux sont développés par Thomas Bowker pour macOS et Windows, et mis en musique par Dan Golding.
Le premier épisode, The Haunted Island, sort le 23 novembre 2018.
En août 2019, le studio Superhot lance une initiative nommée Superhot Presents pour aider financièrement d’autres créateurs de jeu dans leurs projets. La série Frog Detective est l’un des deux premiers bénéficiaires de ce programme.
Le second épisode, The Case of the Invisible Wizard, sort le 9 décembre 2019.
Le troisième opus, Corruption at Cowboy County, sort le 26 octobre 2022.
Les trois opus de la trilogie sont regroupés dans The Entire Mystery, une version du jeu qui parait le 26 novembre 2023 pour Nintendo Switch, PlayStation 4, PlayStation 5 et Xbox Series.

## Accueil
| Épisode            | Évènement                       | Catégorie         | Résultat   |
| ------------------ | ------------------------------- | ----------------- | ---------- |
| The Haunted Island | Independent Games Festival 2019 | Best Student Game | Nomination |
| The Haunted Island | Fantastic Arcade 2018           | Most Fantastic    | Lauréat    |